# المسلمون الأمريكيون من أصل إفريقي
المسلمون الأمريكيون من أصل أفريقي (بالإنجليزية: African-American Muslims) المعروفين أيضًا باسم المسلمين السود، هم أقلية دينية أمريكية من أصل أفريقي. يمثلون واحدة من أكبر الأقليات المسلمة في الولايات المتحدة حيث لا تشكل أي مجموعة عرقية غالبية المسلمين الأمريكيين. وهم ممثلون في الطوائف السنية والشيعية وغيرها، مثل منظمة أمة الإسلام. وبشكل عام يرتبط تاريخ المسلمين الأمريكيين من أصل أفريقي بالتاريخ الأفريقي الأمريكي، ويعود إلى عصور الثورة وعصر ما قبل الحرب.

## التاريخ
تاريخيًا، كان المسلمون يمثلون 30٪ من العبيد الذين جُلِبوا إلى الأمريكتين من غرب / وسط إفريقيا. وكان أغلبهم يعرف القراءة والكتابة على عكس العديد من مالكيهم، وبالتالي تم تكليفهم بأدوار إشرافية. إلا أن معظمهم أُجبر على اعتناق المسيحية في عصر العبودية الأمريكية. ومع ذلك هناك سجلات لأفراد مثل عمر بن سعيد عاشوا بقية حياتهم كمسلمين في الولايات المتحدة. خلال القرن العشرين، اعتنق بعض الأمريكيين الأفارقة الإسلام، وذلك بشكل أساسي من خلال دعوة الجماعات القومية السوداء مثل معبد العلوم المغاربي في أمريكا، الذي تأسس عام 1913، ومنظمة أمة الإسلام، التي تأسست في ثلاثينيات القرن الماضي، والتي إنتسب إليها بحلول عام 1963 ما لا يقل عن 20000 شخص. وكان من أبرز أعضائها الناشط مالكولم إكس والملاكم محمد علي. وكذلك سعت الحركة الإسلامية الأحمدية ذات الأصل الهندي إلى التبشيرللإسلام بين الأمريكيين الأفارقة في عشرينيات وثلاثينيات القرن الماضي.
يعتبر مالكولم إكس أول شخص بدأ الحركة بين الأمريكيين من أصل أفريقي نحو الإسلام السني، بعد أن ترك منظمة أمة الإسلام وأدى فريضة الحج إلى مكة. في عام 1975، تولى واريث الدين محمد، ابن إيليا محمد إصلاح المنظمة بعد وفاة والده ووجه غالبية أعضائها إلى الإسلام السني. غير أنه لم ينل رضى كل الأعضاء. حيث تولى لويس فرخان محمد إعادة هيكلة أمة الإسلام والاستمرار على نهج معلمه إليجا محمد متجاهلا اصلاحات وارث الدين محمد.

## التركيبة السكانية
يشكل المسلمون الأمريكيون من أصل أفريقي 20٪ من إجمالي السكان المسلمين في الولايات المتحدة. أغلبهم من المسلمين السنة. يبلغ عدد أعضاء أمة الإسلام بقيادة لويس فراخان ما بين 20.000 إلى 50.000 عضو.

## طوائف

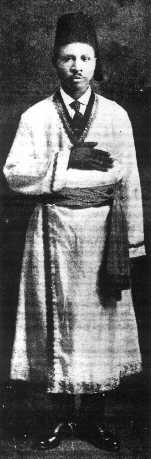
نوبل درو علي من معبد العلوم المغاربي في أمريكا.

خلال النصف الأول من القرن العشرين، أنشأ عدد قليل من الأمريكيين الأفارقة مجموعات قائمة على التعاليم الإسلامية. كانت أولى هذه المجموعات هي معبد Moorish Science of America، الذي أسسه تيموثي درو (درو علي) في عام 1913.و إدعى أن السود من أصول مغاربية فحاول استرجاع هوية السود المسلمة التي انتزعت من خلال العبودية والفصل العنصري.

### الإسلام السني
سني : هو مصطلح مشتق من السنة وتعني «العادة» و«الممارسة المعتادة» و«العرف» و«التقليد». يشير استخدام المسلمين لهذا المصطلح إلى كل ما أُثر عن النبي من قول أو فعل أو تقرير أو صفة. يُشار إلى أتباعها باللغة العربية باسم أهل السنة والجماعة أو أهل السنة باختصار (باللغة الإنجليزية: Sunni Muslims) وهم متمذهبي المذاهب الاربعة (حنفي، مالكي، شافعي، حنبلي) في الفقه وأتباع المدارس السنية (الأشعرية والماتريدية ومفوضة الحنابلة) في العقيدة. يشكل القرآن مع الأحاديث النبوية (خاصة تلك التي جمعت في الكتب الستة) والإجماع الفقهي والقياس مصادر التشريع عند الإسلام السني.
على الرغم من محاولات سرقة الهوية الثقافية والدينية إلا أن قصة عبد الرحمن إبراهيم بن صوري، أمير مسلم من غرب أفريقيا الذي استُعبد في الولايات المتحدة وأطلق سراحه بعد 40 عامًا، دليل على بقاء العقيدة والممارسات الإسلامية بين الأفارقة المستعبدين في أمريكا.
يعتبر تحول مالك الشباز (المعروف باسم مالكولم إكس) في عام 1964 نقطة تحول لانتشار الإسلام السني بين المسلمين الأمريكيين السود. حيث شجعه رحيله عن منظمة أمة الإسلام والذهاب لآداء فريضة الحج على التعرف على الإسلام السني واعتناقه؛ وسرعان ما تبعه آخرون من أمة الإسلام. خلف واريث دين محمد والده في زعامة المنظمة في عام 1975 وبدأ عملية تحويل مسلمي المنظمة إلى الإسلام السني.
قام واريث دين محمد بالعديد من الإصلاحات وبدأ حملة إعلامية عن الإسلام السني مثلما فعل الشاباز (مالكوم إكس) قبل سنوات. وذكر أن والاس فرد محمد لم يكن إلهًا وأن والده إليجا محمد لم يكن نبيًا. تم تحويل جميع المعابد التي يزيد عددها عن 400 إلى مساجد إسلامية تقليدية، وعلّم أركان الإسلام الخمسة لأتباعه. رفض التفسيرات الحرفية لعقيدة والده ووجهات نظر الانفصاليين السود التي تدعي أن السود أفضل من البيض وأن البيض مصدر كل الشرور، وعلى أساس دراسته المستقلة المكثفة للشريعة الإسلامية والتاريخ والعقيدة، قَبِل البيض كزملاء من المصلين. وشجع الأمريكيين الأفارقة أيضًا على فصل أنفسهم عن ماضيهم، ودعاهم في عام 1976 إلى تغيير ألقابهم التي غالبًا ما كانت تُمنح لأسلافهم من قبل أسياد العبيد. أقام علاقات أوثق مع المجتمعات المسلمة الرئيسية، بما في ذلك المسلمين من أصل لاتيني وأمريكي لاتيني. بحلول عام 1978، نجح في قيادة غالبية أمة الإسلام السنية التي لا تزال تمثل أكبر تحول جماعي للإسلام في الولايات المتحدة. اليوم العديد من المسلمين السود معروفون ومعترف بهم من خلال الحجاب للنساء واللحى الطويلة للرجال اقتداء بالنبي محمد. وقد اكتسبت أيضًا شعبية بين الرجال غير المسلمين الذين يحاكون الأسلوب الإسلامي.

### المعبد المغاربي العلمي في أمريكا
المعبد المغاربي العلمي هو منظمة أمريكية تأسست عام 1913 على يد نوبل درو علي، واسمه عند الولادة تيموثي درو. ادعى أنها طائفة إسلامية لكنه استوحى أيضًا من البوذية والمسيحية والغنوصية والطاوية. إن الاختلافات المهمة بها عن الإسلام السائد تجعل تصنيفها كطائفة إسلامية مسألة نقاش بين المسلمين وعلماء الدين.
كان عقيدتها الأساسية هي الإيمان بكونهم موآبيون، سكنوا الشواطئ الشمالية الغربية والجنوبية الغربية لأفريقيا قبل استعبادهم بعد غزو إسبانيا من 1779 إلى 1865 من قبل مالكي العبيد.
على الرغم من افتقارهم إلى الجدارة العلمية، إلا أن أتباع المعبد يعتقدون أن النيغريون هم أول ساكن بشري في نصف الكرة الغربي. كما يطلق هؤلاء الأتباع على أنفسهم اسم «المغاربة الأصليين» على عكس «الأمريكيين الأفارقة».

### منظمة أمة الإسلام

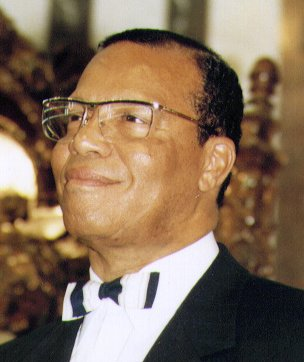
لويس فراخان، زعيم أمة الإسلام منذ عام 1981.

نشأت حركة أمة الإسلام في عام 1930 من قبل والاس فرد محمد الذي استمد فكرتها من المعبد المغاربي العلمي. وقد قدم ثلاثة مبادئ رئيسية تشكل أساس أمة الإسلام: «الله هو الإله، والرجل الأبيض هو الشيطان، وما يسمى بالزنوج هم الأكرم على كوكب الأرض».
في عام 1934، أصبح إيليا محمد زعيم أمة الإسلام. قام بتأليه والاس فرد محمد، قائلاً إنه تجسيد لله، وادعى نبوته. اثنان من أشهر الأشخاص الذين انضموا إلى منظمة أمة الإسلام هما مالكوم إكس، الذي أصبح وجه أمة الإسلام في وسائل الإعلام ومحمد علي الذي رفض في البداية، وتم قبوله في المجموعة بعد وقت قصير من فوزه الأول في بطولة العالم للوزن الثقيل. أصبح كل من مالكولم إكس ومحمد علي فيما بعد مسلمين سنّة.
كان مالكولم إكس أكثر قادة أمة الإسلام نفوذاً، دعا إلى الفصل الكامل بين السود والبيض وفقًا لعقيدة أمة الإسلام. غادر أمة الإسلام بعد إسكاته لمدة 90 يومًا بسبب تعليقه المثير للجدل على اغتيال جون إف كينيدي، وشرع في تشكيل منظمة الوحدة الأفريقية الأمريكية قبل حجّه إلى مكة وتحوله إلى الإسلام السني. يُنظر إليه على أنه أول شخص بدأ الحركة بين الأمريكيين الأفارقة تجاه الإسلام السني، قبل أن يتم إغتياله سنة 1965.
توفي إليجا محمد عام 1975 وأصبح ابنه وارث الدين محمد زعيمًا لأمة الإسلام. قاد المنظمة نحو الإسلام السني، إلى أن أعاد فرخان تسمية المنظمة إلى أمة الإسلام في عام 1981، واستعاد العديد من الممتلكات المرتبطة بإليجا محمد، مثل مسجد مريم. مقرها في شيكاغو.
تشير التقديرات إلى أن منظمة أمة الإسلام كان لديها ما لا يقل عن 20000 عضو في عام 2006. ومع ذلك فهي تملك تأثيرا واسع في المجتمع الأمريكي الأفريقي.حيث عقدت مسيرة المليون رجل في واشنطن العاصمة في عام 1995 وتلتها لاحقًا أخرى في عام 2000.
تلقت منظمة أمة الإسلام قدرًا كبيرًا من الانتقادات بسبب معاداتها للبيض والمسيحية والسامية، وتم إدراجها على أنها مجموعة كراهية من قبل مركز قانون الفقر الجنوبي.

### الأحمدية
على الرغم من جهود الجماعة الأحمدية التي لا تتبع الإسلام السائد والتي نشأت في الهند في البداية، إلا أن الإدراك بالاختلافات بين هذه الطائفة والإسلام جعل المبشرين الأحمديين يركزون اهتمامهم بشكل أساسي على الأمريكيين الأفارقة. أصبح الأحمديون مؤيدين صريحين لحركة الحقوق المدنية. ادى فرار اللاجئين الاحمديين من باكستان إلى جلب موجة ثانية صغيرة من الأحمديين إلى الولايات المتحدة.

## اعتناق الإسلام في السجن
اعتناق الإسلام ممارسة شائعة بين الأمريكيين من أصل أفريقي في السجن. حيث أن السجناء المسلمين يشكلون 17-20٪ من نزلاء السجون، أو ما يقرب من 350 ألف نزيل في عام 2003. هؤلاء السجناء يدخلون في الغالب إلى السجن بصفتهم غير مسلمين. وهم في الغالب أمريكيون من أصل أفريقي، مع أقلية صغيرة ولكنها متنامية من أصل لاتيني.

## المسلمين الأمريكيين الأفارقة البارزين

### سياسة
- آكو عبد الصمد، عضو مجلس النواب بولاية أيوا (2007 حتى الآن)
- تشارلز بلال، عمدة كونتزي السابق ، تكساس
- أندريه كارسون، ممثل الولايات المتحدة لمنطقة الكونجرس السابعة في إنديانا (2008 حتى الآن)
- كيث إليسون، المدعي العام لولاية مينيسوتا والممثل الأمريكي السابق لمنطقة الكونغرس الخامسة في مينيسوتا (2007-2019)
- جميلة نشيد، عضو مجلس شيوخ ميسوري (2013-حتى الآن)
- لاري شو، عضو سابق في مجلس الشيوخ في نورث كارولينا (1995-2009)
- إلهان عمر، ممثلة الولايات المتحدة عن الدائرة الخامسة للكونغرس في مينيسوتا (2019-حتى الآن)

### الرياضيين
- كريم عبد الجبار لاعب كرة سلة سابق
- حكيم عليوان لاعب كرة سلة سابق
- أحمد رشاد لاعب اتحاد كرة القدم الأميركي السابق
- محمود عبد الرؤوف لاعب كرة سلة سابق
- شريف عبد الرحيم لاعب كرة سلة سابق
- محمد علي ملاكم محترف سابق
- روبن كارتر، ملاكم محترف سابق
- نزر محمد لاعب كرة سلة سابق
- ابتهاج محمد، مبارزة أولمبية محترفة
- مايك تايسون، ملاكم محترف سابق
- حسين عبد الله، لاعب محترف سابق في اتحاد كرة القدم الأميركي
- رشيد والاس لاعب كرة سلة سابق

### وسائل الترفيه
- آيس كيوب، مغني راب وممثل.
- إيمان عارضة أزياء وممثلة
- فتحية عبسي، كاتبة ومنتجة وممثلة ومخرجة
- ديف تشابيل، ممثل كوميدي
- ماهرشالا علي، ممثل